# 國會廣播
國會廣播（：／，縮寫NATV），是大韩民国的国营有线电视频道，用來播放大韓民國新聞及國會的立法活動。特點是沒有商業廣告。
以前每天早上6點至次日凌晨2點播出20小時，但從2010年11月開始24小時播出。

## 历史
- 1988年6月1日：修訂《國會法》，為國會議事廣播建立法律基礎。
- 1991年12月1日：制定《國會議事廣播規則》。
- 1992年10月1日：組成國會指導委員會廣播審議小組委員會。
- 1993年3月1日：制定《國會議事廣播基本計畫》。
- 1994年9月1日：舉辦國會議事廣播公聽會。
- 1995年5月1日：舉行「國會廣播」設施竣工儀式，並舉行國會現場試播。
- 1998年10月1日，在第198屆國會預算解決特別委員會現場直播。
- 2002年11月1日，確保「國會廣播」專用頻道，運營研究小組（TFT）推動運營計劃。
- 2003年9月1日，國會指導委員會批准「國會廣播」專用頻道，申請指定廣播頻道用戶（PP）和公共頻道。
- 2003年10月1日，韓國廣播委員會頒發PP註冊證書。
- 2003年12月1日：被韓國廣播委員會選為公共頻道。
- 2004年5月24日，正式國會廣播開播。
- 2010年11月1日，開始24小時廣播。[2]
- 2013年1月1日，高清電視廣播開始。